# جاشوا میروویتز
جوشوا میروویتز (متولد ۱۹۴۹) استاد ارتباطات در بخش ارتباطات دانشگاه نیوهمپشایر در دورهام است. وی آثاری را در مورد تأثیرات رسانه‌های جمعی منتشر کرده‌است، از جمله «بدون احساس مکان: تأثیر رسانه‌های الکترونیکی بر رفتار اجتماعی»، تجزیه و تحلیل تأثیراتی که فناوری‌های مختلف رسانه ای به ویژه تلویزیون ایجاد کرده است.

## بدون حس مکان
در هیچ حسی از مکان، که جایزه «بهترین کتاب در زمینه رسانه‌های الکترونیکی» در سال ۱۹۸۶ از انجمن ملی پخش کنندگان و انجمن رادیو و تلویزیون را به دست آورد، میروویتس از مثال تلویزیون برای توصیف چگونگی شکل‌گیری و تأثیر فناوری‌های ارتباطی بر روابط اجتماعی که ما روزانه با آنها روبرو می‌شویم استفاده می‌کند.
او برای تدوین ایده ای دربارهٔ چگونگی تأثیرگذاری رسانه‌ها بر تغییرات اجتماعی، نظریهٔ تعامل گراییِ گافمن دربارهٔ معرفیِ خود و نظریهٔ رسانهٔ مک لوهان را با یکدیگر ترکیب می‌کند. وی در کتاب بدون حس مکان، استدلال می‌کند که رسانه‌های الکترونیکی به ویژه تلویزیون، تأثیر زیادی بر حس مردم دربارهٔ مکان داشته‌اند. درحالی که گافمن به اندیشیدن دربارهٔ وضعیت‌های اجتماعی در مکان‌های فیزیکی گرایش دارد، میروویتز اذعان می‌کند که تلویزیون وضعیت‌های اجتماعی متفاوتی، در مکان‌های فیزیکی متفاوت و به صورت قلمرو مشترک ایجاد کرده‌است.
او استدلال می‌کند که تلویزیون یک ماشین «افشای مخفی» است که به افراد اجازه می‌دهد دیگران را به شکل جدیدی تماشا کنند. به گفته میروویتز، رسانه‌های جدید مانند تلویزیون موانع را برطرف کرده و با دسترسی بیشتر به اطلاعات محدود شده قبلی، مسئول تغییر موانع فرهنگی و اجتماعی بین کودکان و بزرگسالان، مردان و زنان و حتی انسان سازی و تخریب قدرتمندان است.